# Polansteig
Der Polansteig (von polana, slaw. Ebene) war ein bedeutsamer Handels- und Verkehrsweg im niederösterreichischen Waldviertel.
Der erstmals 1139 genannte Polansteig stellte im Mittelalter die Hauptverbindung zwischen Horn, Zwettl und Freistadt dar.
In Neupölla auf den vom Kamp kommenden Beheimsteig treffend, führte er durch Thaures, Dietreichs, und überquerte bei der heute vom Ottensteiner Stausee gefluteten Fürnkranzmühle den Kamp, wo sich in früherer Zeit auch der Ort Reinprechtsbruck befand. Nach der Kampquerung lief der Polansteig längs der Straße Edelhof-Rudmanns nach Zwettl und weiter über Jahrings, Kleinmeinharts, Groß Gerungs, Liebenau, Weitersfelden und St. Oswald nach Freistadt. Eine ältere Variante des Polansteiges begann bei der Burg Gars von Markgraf Leopold II. in Gars am Kamp und verlief über St. Leonhard nach Altpölla.
Beiderseits des Polansteiges zweigten weitere Wege ab. Bei Zwettl setzte sich das Wegenetz des Beheimsteiges nach Norden fort und von der Donau mündete der Griessteig in den Polansteig.
Der Polansteig entspricht ungefähr der heutigen Böhmerwald Straße (B 38) von Horn nach Freistadt.